# Anton Lazzaro Moro
 (mars 2017).
Si vous disposez d'ouvrages ou d'articles de référence ou si vous connaissez des sites web de qualité traitant du thème abordé ici, merci de compléter l'article en donnant les références utiles à sa vérifiabilité et en les liant à la section « Notes et références ».
Anton Lazzaro Moro (San Vito al Tagliamento, 16 mars 1687 – San Vito al Tagliamento, 3 avril 1764) est un religieux et un naturaliste italien.

## Biographie
Issu d'une famille modeste, Anton Lazzaro Moro entreprend une carrière ecclésiastique au séminaire de Portogruaro et rentre dans les ordres en 1710. Dans les années qui suivent, il mène des études approfondies en anatomie, physiologie, lettres, mathématiques, mécanique et histoire naturelle. En 1721, il assure la direction du séminaire de Feltre où il dirige également l'enseignement de la philosophie.
Plus tard, il ouvre un collège privé à Portogruaro (aujourd'hui le collège Marconi) dans le séminaire où il avait étudié, déplacé ensuite à San Vito, où il a continué à jouer son rôle d'enseignant jusqu'à la fermeture de l'institution en 1758. Par la suite, il est nommé curé à Corbolone, une charge qu'il occupe presque jusqu'à sa mort.
Ses études naturalistes lui ont permis de correspondre avec de nombreux scientifiques contemporains. Son livre De' Crostacei (« Des Crustacés ») est traduit en allemand à Leipzig en 1751.
Moro est considéré comme l'un des précurseurs de la géologie et de la paléontologie modernes en proposant une explication aux raisons pour lesquelles il y a des fossiles de crustacés marins à des altitudes supérieures à 3 000 m.

## Publication
- De' crostacei e degli altri Marini corpi che si truovano su' monti, 1740.